# Enrique Monti
Enrique Monti (Buenos Aires, ... – ...; fl. XX secolo) è stato un calciatore argentino, di ruolo terzino sinistro.

## Biografia
Enrique Monti nacque a Buenos Aires da genitori di origine romagnola.
La sua era una famiglia di calciatori: il fratello Luis ha militato nella Juventus e ha vinto il campionato del mondo 1934 con l'Italia. e lo zio Juan ha militato tra le file di General Mitre e San Lorenzo fino al 1920 e ha successivamente ricoperto ruoli dirigenziali nel San Lorenzo.

Altri parenti calciatori, seppur di minor rilevanza, sono stati i cugini Antonio, che ha militato in San Lorenzo e Colegiales, Eusebio, che ha giocato nel Banfield e nello Sportivo Palermo, Luis Pedro, che ha vestito le maglie di Alvear, Platense ed Estudiantes, e Mario, che ha giocato nel San Lorenzo e nel Nueva Chicago.
|  |  |         |         |            |            |            |            |            |            |  |  |               |               |               |               |               |               | ? Monti       | ? Monti       | ? Monti | ? Monti | ? Monti    | ? Monti    |               |               |               |               |               |               | ? | ? | ? | ? | ?           | ?           |             |             |             |             |  |  |         |         |                  |                  |                  |                  |                  |                  |  |  |               |               |               |               |               |               |   |   |
|  |  |         |         |            |            |            |            |            |            |  |  |               |               |               |               |               |               | ? Monti       | ? Monti       | ? Monti | ? Monti | ? Monti    | ? Monti    |               |               |               |               |               |               | ? | ? | ? | ? | ?           | ?           |             |             |             |             |  |  |         |         |                  |                  |                  |                  |                  |                  |  |  |               |               |               |               |               |               |   |   |
|  |  |         |         |            |            |            |            |            |            |  |  |               |               |               |               |               |               |               |               |         |         |            |            |               |               |               |               |               |               |   |   |   |   |             |             |             |             |             |             |  |  |         |         |                  |                  |                  |                  |                  |                  |  |  |               |               |               |               |               |               |   |   |
|  |  |         |         |            |            |            |            |            |            |  |  |               |               |               |               |               |               |               |               |         |         |            |            |               |               |               |               |               |               |   |   |   |   |             |             |             |             |             |             |  |  |         |         |                  |                  |                  |                  |                  |                  |  |  |               |               |               |               |               |               |   |   |
|  |  | ? Monti | ? Monti | ? Monti    | ? Monti    | ? Monti    | ? Monti    |            |            |  |  |               |               | ? Lagomarzino | ? Lagomarzino | ? Lagomarzino | ? Lagomarzino | ? Lagomarzino | ? Lagomarzino |         |         | Juan Monti | Juan Monti | Juan Monti    | Juan Monti    | Juan Monti    | Juan Monti    |               |               |   |   |   |   | ?           | ?           | ?           | ?           | ?           | ?           |  |  | ? Monti | ? Monti | ? Monti          | ? Monti          | ? Monti          | ? Monti          |                  |                  |  |  |               |               | ?             | ?             | ?             | ?             | ? | ? |
|  |  | ? Monti | ? Monti | ? Monti    | ? Monti    | ? Monti    | ? Monti    |            |            |  |  |               |               | ? Lagomarzino | ? Lagomarzino | ? Lagomarzino | ? Lagomarzino | ? Lagomarzino | ? Lagomarzino |         |         | Juan Monti | Juan Monti | Juan Monti    | Juan Monti    | Juan Monti    | Juan Monti    |               |               |   |   |   |   | ?           | ?           | ?           | ?           | ?           | ?           |  |  | ? Monti | ? Monti | ? Monti          | ? Monti          | ? Monti          | ? Monti          |                  |                  |  |  |               |               | ?             | ?             | ?             | ?             | ? | ? |
|  |  |         |         |            |            |            |            |            |            |  |  |               |               |               |               |               |               |               |               |         |         |            |            |               |               |               |               |               |               |   |   |   |   |             |             |             |             |             |             |  |  |         |         |                  |                  |                  |                  |                  |                  |  |  |               |               |               |               |               |               |   |   |
|  |  |         |         |            |            |            |            |            |            |  |  |               |               |               |               |               |               |               |               |         |         |            |            |               |               |               |               |               |               |   |   |   |   |             |             |             |             |             |             |  |  |         |         |                  |                  |                  |                  |                  |                  |  |  |               |               |               |               |               |               |   |   |
|  |  |         |         | Luis Monti | Luis Monti | Luis Monti | Luis Monti | Luis Monti | Luis Monti |  |  | Enrique Monti | Enrique Monti | Enrique Monti | Enrique Monti | Enrique Monti | Enrique Monti |               |               |         |         |            |            | Antonio Monti | Antonio Monti | Antonio Monti | Antonio Monti | Antonio Monti | Antonio Monti |   |   |   |   | Mario Monti | Mario Monti | Mario Monti | Mario Monti | Mario Monti | Mario Monti |  |  |         |         | Luis Pedro Monti | Luis Pedro Monti | Luis Pedro Monti | Luis Pedro Monti | Luis Pedro Monti | Luis Pedro Monti |  |  | Eusebio Monti | Eusebio Monti | Eusebio Monti | Eusebio Monti | Eusebio Monti | Eusebio Monti |   |   |

## Carriera

### Club
Nel 1920 iniziò a giocare a livelli dilettantistici, al General Mitre.

Nel 1921, sollecitato dal padre, si trasferì all'Huracán, dove rimase per una sola stagione. Pochi mesi dopo passò al San Lorenzo, con cui vinse quattro titoli nazionali.
Continuò però a giocare, parallelamente, anche in altre squadre, giacché la presenza di due federazioni, AAF e AAm, permetteva ai giocatori di partecipare a due campionati contemporaneamente.

Chiuse la carriera al Porvenir nel 1929.

## Statistiche

### Presenze e reti nei club
| Stagione           | Squadra            | Campionato         | Campionato | Campionato | Coppe nazionali | Coppe nazionali | Coppe nazionali | Coppe continentali | Coppe continentali | Coppe continentali | Totale | Totale |
| Stagione           | Squadra            | Comp               | Pres       | Reti       | Comp            | Pres            | Reti            | Comp               | Pres               | Reti               | Pres   | Reti   |
| ------------------ | ------------------ | ------------------ | ---------- | ---------- | --------------- | --------------- | --------------- | ------------------ | ------------------ | ------------------ | ------ | ------ |
| 1920               | General Mitre      | 2D                 | 0          | 0          | –               | –               | –               | –                  | –                  | –                  | 0      | 0      |
| 1921               | Huracán            | CC                 | 5          | 0          | CCAA+CCI        | 2+1             | 0+0             | –                  | –                  | –                  | 8      | 0      |
| 1922               | San Lorenzo        | PD AAm             | 39         | 4          | –               | –               | –               | –                  | –                  | –                  | 39     | 4      |
| 1923               | San Lorenzo        | PD AAm             | 18         | 2          | –               | –               | –               | –                  | –                  | –                  | 18     | 2      |
| 1924               | San Lorenzo        | PD AAm             | 23         | 1          | –               | –               | –               | –                  | –                  | –                  | 23     | 1      |
| 1925               | San Lorenzo        | PD AAm             | 24         | 1          | –               | –               | –               | –                  | –                  | –                  | 24     | 1      |
| 1926               | San Lorenzo        | PD AAm             | 24         | 6          | –               | –               | –               | –                  | –                  | –                  | 24     | 6      |
| 1927               | San Lorenzo        | PD AAAF            | 32         | 6          | –               | –               | –               | –                  | –                  | –                  | 32     | 6      |
| 1928               | San Lorenzo        | PD AAAF            | 20         | 2          | –               | –               | –               | –                  | –                  | –                  | 20     | 2      |
| Totale San Lorenzo | Totale San Lorenzo | Totale San Lorenzo | 185        | 22         |                 | 0               | 0               |                    | –                  | –                  | 185    | 22     |
| 1929               | El Porvenir        | CE                 | 8          | 0          | –               | –               | –               | –                  | –                  | –                  | 8      | 0      |
| Totale carriera    | Totale carriera    | Totale carriera    | 198        | 22         |                 | 3               | 0               |                    | –                  | –                  | 201    | 22     |

| Stagione        | Squadra         | Campionato      | Campionato | Campionato | Coppe nazionali | Coppe nazionali | Coppe nazionali | Coppe continentali | Coppe continentali | Coppe continentali | Totale | Totale |
| Stagione        | Squadra         | Comp            | Pres       | Reti       | Comp            | Pres            | Reti            | Comp               | Pres               | Reti               | Pres   | Reti   |
| --------------- | --------------- | --------------- | ---------- | ---------- | --------------- | --------------- | --------------- | ------------------ | ------------------ | ------------------ | ------ | ------ |
| 1923            | Alvear          | CC              | 1          | 0          | –               | –               | –               | –                  | –                  | –                  | 1      | 0      |
| 1925            | Alvear          | CC              | 4          | 0          | –               | –               | –               | –                  | –                  | –                  | 4      | 0      |
| 1926            | Alvear          | CC              | 1          | 0          | –               | –               | –               | –                  | –                  | –                  | 1      | 0      |
| Totale Alvear   | Totale Alvear   | Totale Alvear   | 6          | 0          |                 | 0               | 0               |                    | –                  | –                  | 6      | 0      |
| 1924            | Del Plata       | CC              | 1          | 0          | –               | –               | –               | –                  | –                  | –                  | 1      | 0      |
| Totale carriera | Totale carriera | Totale carriera | 7          | 0          |                 | 0               | 0               |                    | –                  | –                  | 7      | 0      |

Nota bene: Negli anni dieci e venti in Argentina c'erano due federazioni calcistiche indipendenti,9 le quali organizzavano due campionati indipendenti: l'Asociación Amateurs de Football e l'Asociación Argentina de Football. I calciatori, quindi, potevano essere tesserati per due società diverse contemporaneamente, a condizione che un club militasse nell'AAm e l'altro nell'AAF.

## Palmarès

### Club

#### Competizioni nazionali
- Campionato argentino: 4

Huracán: 1921
San Lorenzo: 1923, 1924, 1927